# Acrocercops tetrachorda
Acrocercops tetrachorda là một loài bướm đêm thuộc họ Gracillariidae. Loài này có ở Queensland.